# یواس‌اس اسکیمر (ای‌ام‌سی‌یو-۴۱)
یواس‌اس اسکیمر (ای‌ام‌سی‌یو-۴۱) (به انگلیسی: USS Skimmer (AMCU-41)) یک کشتی بود که طول آن ۱۵۹ فوت ۰ اینچ (۴۸٫۴۶ متر) بود. این کشتی در سال ۱۹۴۴ ساخته شد.